# Spalangiopelta alboaculeata
Spalangiopelta alboaculeata är en stekelart som beskrevs av Darling 1995. Spalangiopelta alboaculeata ingår i släktet Spalangiopelta och familjen puppglanssteklar.
Artens utbredningsområde är Sverige. Arten är reproducerande i Sverige. Inga underarter finns listade i Catalogue of Life.